# Porina africana
Porina africana är en lavart som beskrevs av Müll. Arg. Porina africana ingår i släktet Porina och familjen Porinaceae.   Inga underarter finns listade i Catalogue of Life.